# Chymomyza avikam
Chymomyza avikam är en tvåvingeart som beskrevs av Burla 1954. Chymomyza avikam ingår i släktet Chymomyza och familjen daggflugor.
Artens utbredningsområde är Elfenbenskusten. Inga underarter finns listade i Catalogue of Life.